# Jablunez
Jablunez (ukrainisch Яблунець; russisch Яблонец Jablonez) ist eine Siedlung städtischen Typs in der ukrainischen Oblast Schytomyr mit etwa 1100 Einwohnern (2015).

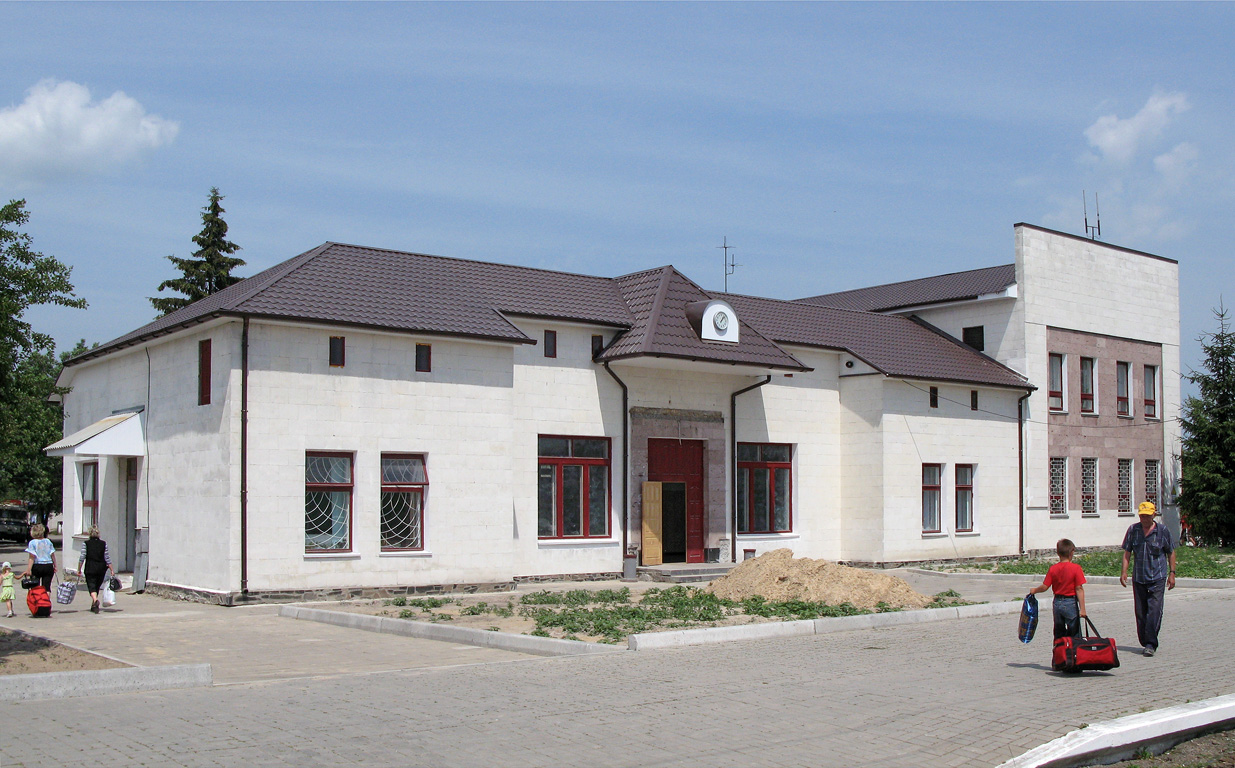
Bahnhofsgebäude im Ort

Jablunez wurde 1910 gegründet und erhielt 1977 den Status einer Siedlung städtischen Typs.
Die Siedlung liegt an der Bahnstrecke Nowohrad-Wolynskyj–Korosten und an der Territorialstraße T–06–05 24 km südöstlich vom ehemaligen Rajonzentrum Jemiltschyne und 92 km nordwestlich von Schytomyr.
Am 12. Juni 2020 wurde das Dorf ein Teil der Landgemeinde Baraschi, bis dahin bildete die Siedlungsgemeinde Jablunez (Яблунецька селищна рада/Jablunezka selyschtschna rada) im Osten des Rajons Jemiltschyne.
Am 17. Juli 2020 kam es im Zuge einer großen Rajonsreform zum Anschluss des Rajonsgebietes an den Rajon Swjahel.